# Coupe de Luxembourg 1946-1947
La Coppa di Lussemburgo 1946-1947 è stata la 22ª edizione della coppa nazionale lussemburghese disputata tra il 1º settembre 1946 e il 1º giugno 1947 e conclusa con la vittoria della Union Luxembourg, al suo primo titolo.

## Formula
Eliminazione diretta in gara unica.

## 1º Turno preliminare
| Squadra 1                 | Risultato | Squadra 2            |
| ------------------------- | --------- | -------------------- |
| 1º settembre 1946         |           |                      |
| Aris Bonnevoie            | 2 − 3     | The Belval Belvaux   |
| Arminia Weidingen         | 1 − 3     | Tricolore Gasperich  |
| Hobscheid                 | 1 − 12    | Blo-Weiss Itzig      |
| Jeunesse Sportive Koerich | 3 − 4     | Red Star Merl        |
| Jeunesse Wasserbillig     | 1 − 4     | Jeunesse 07 Kayl     |
| Mansfeldia Clausen        | 1 − 2     | Hollerich Bonnevoie  |
| Oberkorn                  | 3 − 1     | Blue Boys Muhlenbach |
| Résidence Walferdange     | 1 − 7     | US Esch              |
| Rumelange                 | 3 − 0     | Syra Mensdorf        |
| Sporting Mertzig          | 0 − 14    | AS Schifflange       |
| Tetange                   | 3 − 0     | Progres Grund        |
| UNA Strassen              | 3 − 2     | Egalité Weimerskirch |
| AS Luxembourg             | 2 − 2     | Red Boys Aspelt      |

| Squadra 1                   | Risultato | Squadra 2     |
| --------------------------- | --------- | ------------- |
| 15 settembre 1946 Spareggio |           |               |
| Red Boys Aspelt             | 6 − 5     | AS Luxembourg |

## 2º Turno preliminare
| Squadra 1                | Risultato | Squadra 2             |
| ------------------------ | --------- | --------------------- |
| 6 ottobre 1946           |           |                       |
| Alliance Dudelange       | 9 − 0     | Hamm 37               |
| Chiers Rodange           | 6 − 1     | Differdange           |
| Etzella Ettelbruck       | 0 − 10    | Stade Dudelange       |
| Fola Esch                | 6 − 0     | Red Black Pfaffenthal |
| Hollerich Bonnevoie      | 3 − 0     | Niederwiltz           |
| Jeunesse 07 Kayl         | 5 − 2     | Racing Rodange        |
| Knaphoscheid/Selscheid   | 8 − 10    | Kopstal 33            |
| Red Boys Aspelt          | 4 − 3     | Blo-Weiss Itzig       |
| Red Boys Differdange     | 5 − 1     | US Esch               |
| Red Star Merl            | 0 − 3     | AS Schifflange        |
| Steinfort                | 3 − 0     | Forta Beaufort        |
| Tetange                  | 3 − 0     | Swift Hesperange      |
| The Belval Belvaux       | 4 − 1     | Tricolore Gasperich   |
| The National Schifflange | 6 − 4     | Sporting Bettembourg  |
| UNA Strassen             | 5 − 1     | Rumelange             |
| Young Boys Diekirch      | 2 − 1     | Oberkorn              |

## 3º Turno preliminare
| Squadra 1                | Risultato | Squadra 2            |
| ------------------------ | --------- | -------------------- |
| 1º dicembre 1946         |           |                      |
| Alliance Dudelange       | 4 - 0     | Young Boys Diekirch  |
| Chiers Rodange           | 5 - 3     | AS Schifflange       |
| Fola Esch                | 13 - 3    | Red Boys Aspelt      |
| Hollerich Bonnevoie      | 4 - 7     | Tetange              |
| Kopstal 33               | 4 - 0     | Steinfort            |
| The Belval Belvaux       | 0 - 2     | Red Boys Differdange |
| The National Schifflange | 0 - 2     | Stade Dudelange      |
| Jeunesse 07 Kayl         | 4 - 0     | UNA Strassen         |

## Ottavi di finale
| Squadra 1            | Risultato  | Squadra 2          |
| -------------------- | ---------- | ------------------ |
| 5 gennaio 1947       |            |                    |
| Avenir Beggen        | 3 − 6      | Alliance Dudelange |
| Red Boys Differdange | 5 − 0      | Jeunesse 07 Kayl   |
| Tetange              | 3 - 4(dts) | Rapid Neudorf      |
| Union Luxembourg     | 7 − 1      | Kopstal 33         |

| Squadra 1        | Risultato | Squadra 2          |
| ---------------- | --------- | ------------------ |
| 23 gennaio 1947  |           |                    |
| US Dudelange     | 0 − 1     | Stade Dudelange    |
| Fola Esch        | 1 − 2     | Jeunesse Esch      |
| Pétange          | 3 − 1     | Chiers Rodange     |
| Spora Luxembourg | 3 − 2     | Progrès Niedercorn |

## Quarti di finale
| Squadra 1            | Risultato | Squadra 2        |
| -------------------- | --------- | ---------------- |
| 2 febbraio 1947      |           |                  |
| Alliance Dudelange   | 2 − 4     | Union Luxembourg |
| Pétange              | 4 − 3     | Rapid Neudorf    |
| Red Boys Differdange | 5 - 0     | Jeunesse Esch    |
| Spora Luxembourg     | 3 - 6     | Stade Dudelange  |

## Semifinali
| Squadra 1            | Risultato | Squadra 2       |
| -------------------- | --------- | --------------- |
| 3 marzo 1947         |           |                 |
| Red Boys Differdange | 2 − 4     | Stade Dudelange |
| Union Luxembourg     | 3 − 2     | Pétange         |

## Finale
| Arbitro: | Paulus |

|                            |           |                 |
| Dentzer 47’ Deischter 127’ | Marcatori | aut. 65’ Mahnen |

| Union Luxembourg | Stade Dudelange |

### Formazioni
| Union Luxembourg |    |                    |  |          |  |
|                  |    |                    |  |          |  |
| POR              | 1  | Pierre Bollendorf  |  |          |  |
| DIF              | 2  | François Dumont    |  |          |  |
| DIF              | 3  | Jean-Pierre Mahnen |  | 65’ aut. |  |
| DIF              | 4  | Robert Everling    |  |          |  |
| DIF              | 5  | Fernand Guht       |  |          |  |
| DIF              | 6  | Jean Schammel      |  |          |  |
| CEN              | 7  | Lucien Deischter   |  | 127’     |  |
| CEN              | 8  | René Dentzer       |  | 47’      |  |
| ATT              | 9  | Günther Neubock    |  |          |  |
| ATT              | 10 | Fernand Schammel   |  |          |  |
| ATT              | 11 | Marcel Berend      |  |          |  |
| A disposizione   |    |                    |  |          |  |
| Allenatore:      |    |                    |  |          |  |
| ?                |    |                    |  |          |  |

| Stade Dudelange |    |                    |  |  |  |
|                 |    |                    |  |  |  |
| POR             | 1  | Bernard Michaux    |  |  |  |
| DIF             | 2  | Joseph Witry       |  |  |  |
| DIF             | 3  | Nicolas Witry      |  |  |  |
| DIF             | 4  | Rémy Wagner        |  |  |  |
| DIF             | 5  | Nicolas Birtz      |  |  |  |
| DIF             | 6  | Ferdinand Magnaghi |  |  |  |
| CEN             | 7  | Paul Feller        |  |  |  |
| CEN             | 8  | Camille Libar      |  |  |  |
| ATT             | 9  | Nicolas Kettel     |  |  |  |
| ATT             | 10 | Jean Luciani       |  |  |  |
| ATT             | 11 | Jean Becker        |  |  |  |
| A disposizione: |    |                    |  |  |  |
| Allenatore:     |    |                    |  |  |  |
| ?               |    |                    |  |  |  |